# Joseph Macerollo
Joseph Nicholas Anthony Macerollo (Guelph, comtat de Wellington (Canadà), 1 d'octubre, 1944), és un compositor, professor i acordionista de baix lliure canadenc; va ser nomenat Oficial de l'Ordre del Canadà el 2013 pels seus èxits com a músic, educador i promotor de l'acordió baix lliure a l'escenari de la sala de concerts.

## Biografia
Inicis i formació

Macerollo va néixer a la ciutat de Guelph, a la província d'Ontario, Canadà. Els seus estudis d'acordió van començar als sis anys amb Nicola Antonelli i més tard el 1960 amb Carlo Camilleri.
Després de guanyar nombrosos premis en concursos i festivals de música a finals dels anys 50 i principis dels 60, va aparèixer en diverses discoteques i més tard va col·laborar el 1969 amb Phil Nimmons. Va rebre tant una llicenciatura en música el 1965 com un màster en musicologia el 1969 a la Universitat de Toronto.

## Carrera
De 1969 a 1985 va treballar a la facultat del "Royal Conservatory of Music" de Toronto, Canadà, on també va col·laborar en el desenvolupament del primer pla d'estudis d'acordió baix lliure. El 1969 també es va incorporar a la facultat de "Queen's University" a Kingston. En els anys següents va ser acollit a la facultat de la Universitat de Toronto, 1972 i el 1987 va emergir com a membre de la facultat de la Universitat Wilfred Laurier.
Macerollo ha donat concerts tant a CBC Radio com a CBC Television. També ha col·laborat amb diversos conjunts de música clàssica, com ara la "Toronto Symphony", els "Chamber Players" de Toronto, l'"Orford String Quartet", el "Purcell String Quartet", el "Gelato Quartet" i la "Hart House Orchestra".
A més, també és autor de diversos articles sobre el desenvolupament de l'acordió com a instrument musical modern.

## Honors
- Oficial de l'Ordre del Canadà «Per els seus èxits com a músic, educador i promotor de l'acordió baix lliure» (2013)

## Publicacions
Les publicacions de Joseph Macerollo inclouen les següents:
- Joseph Macerollo, The Unexplained Instrument, in Mcan, 1970.
- Joseph Macerollo, The Accordion In Transition, in JMChronicle, 1970.
- Joseph Macerollo, Musicians Once Laughed at the Accordion, in Canadian Music Teacher, 1971.
- Joseph Macerollo, Not Another New Music Group, in Recorder, 1974.
- Joseph Macerollo, Students Guide to the Accordion, Agincourt, 1979.
- Joseph Macerollo, Accordion Resource Manual, Avondale Press, 1980.